# Papiro 39
O Papiro 39 ({\displaystyle {\mathfrak {P}}}39) é um antigo papiro do Novo Testamento que contém fragmentos do capítulo oito do Evangelho de João (João 8:14–22).